# Тантралока
Тантрало́ка — наиболее авторитетная для кашмирского шиваизма работа Абхинавагупты. Благодаря широте и глубине охватываемых в ней тем, она считается энциклопедией шиваизма. В ней содержится синтез 64 монистических агам и школ кашмирского шиваизма. «Тантралока» состоит из 37 глав, в которых описываются ритуальные и философские аспекты. Глава 29 полностью посвящена так называемому каула-чакра — ритуальной тантрической практике, частью которой является сексуальная деятельность. Абхинавагупта также написал сжатую версию «Тантралоки» под названием «Тантрасара».